# Districte de Rheintal
El Districte de Rheintal és un dels 8 cercles administratius (en alemany walkreis) del Cantó de Sankt Gallen (Suïssa). Té una població de 64909 habitants (cens de 2007) i una superfície de 138,37 km². Està format per 13 municipis i el cap és

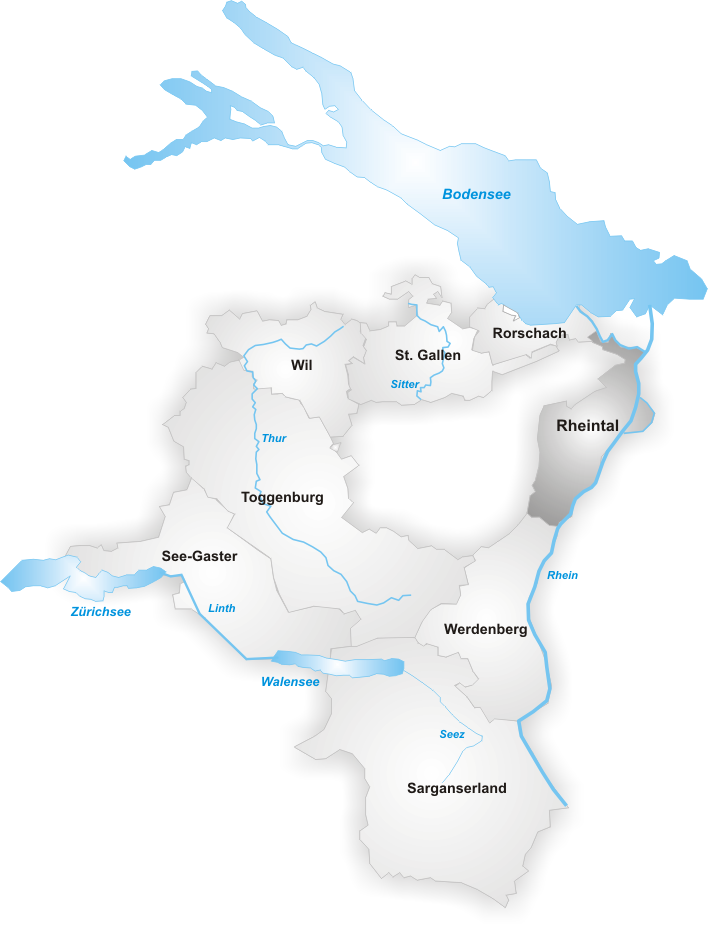
El districte de Rheintal

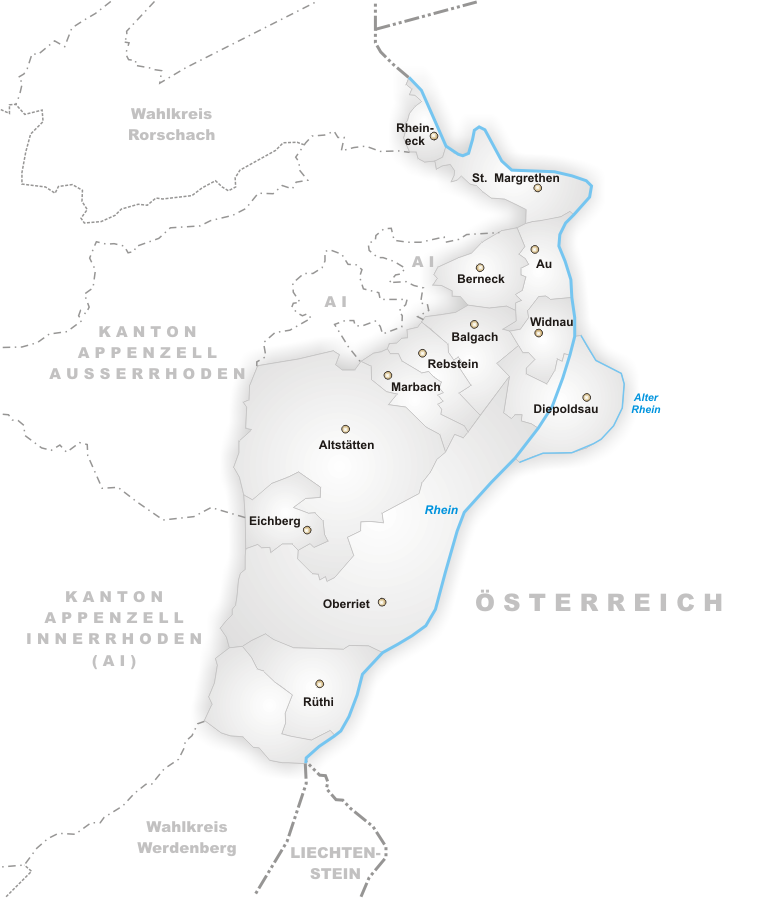
Municipis del districte de Rheintal

## Municipis
| Escut          | Nom            | Població (Dez. 2007) | Superfície in km² | Núm. SFOS |
| -------------- | -------------- | -------------------- | ----------------- | --------- |
| Altstätten     | Altstätten     | 10'654               | 39.11             | 3251      |
| Au             | Au             | 6723                 | 4.69              | 3231      |
| Balgach        | Balgach        | 4136                 | 6.52              | 3232      |
| Berneck        | Berneck        | 3443                 | 5.63              | 3233      |
| Diepoldsau     | Diepoldsau     | 5662                 | 11.23             | 3234      |
| Eichberg       | Eichberg       | 1360                 | 5.43              | 3252      |
| Marbach        | Marbach        | 1897                 | 4.42              | 3253      |
| Oberriet       | Oberriet       | 7924                 | 34.51             | 3254      |
| Rebstein       | Rebstein       | 4193                 | 4.26              | 3255      |
| Rheineck       | Rheineck       | 3256                 | 2.18              | 3235      |
| Rüthi          | Rüthi          | 1973                 | 9.34              | 3256      |
| St. Margrethen | St. Margrethen | 5395                 | 6.85              | 3236      |
| Widnau         | Widnau         | 8293                 | 4.20              | 3238      |
|                | Total (13)     | 64'909               | 138.37            | 1723      |